# Ян Голий
Ян Голий (словац. Ján Hollý; 24 березня 1785, Борський-Мікулаш — 14 квітня 1849, Добра-Вода) — словацький поет.

## Біографія
Ян Голий народився 24 березня 1785, Борський-Мікулаш в селянській родині. Був сільським священиком.

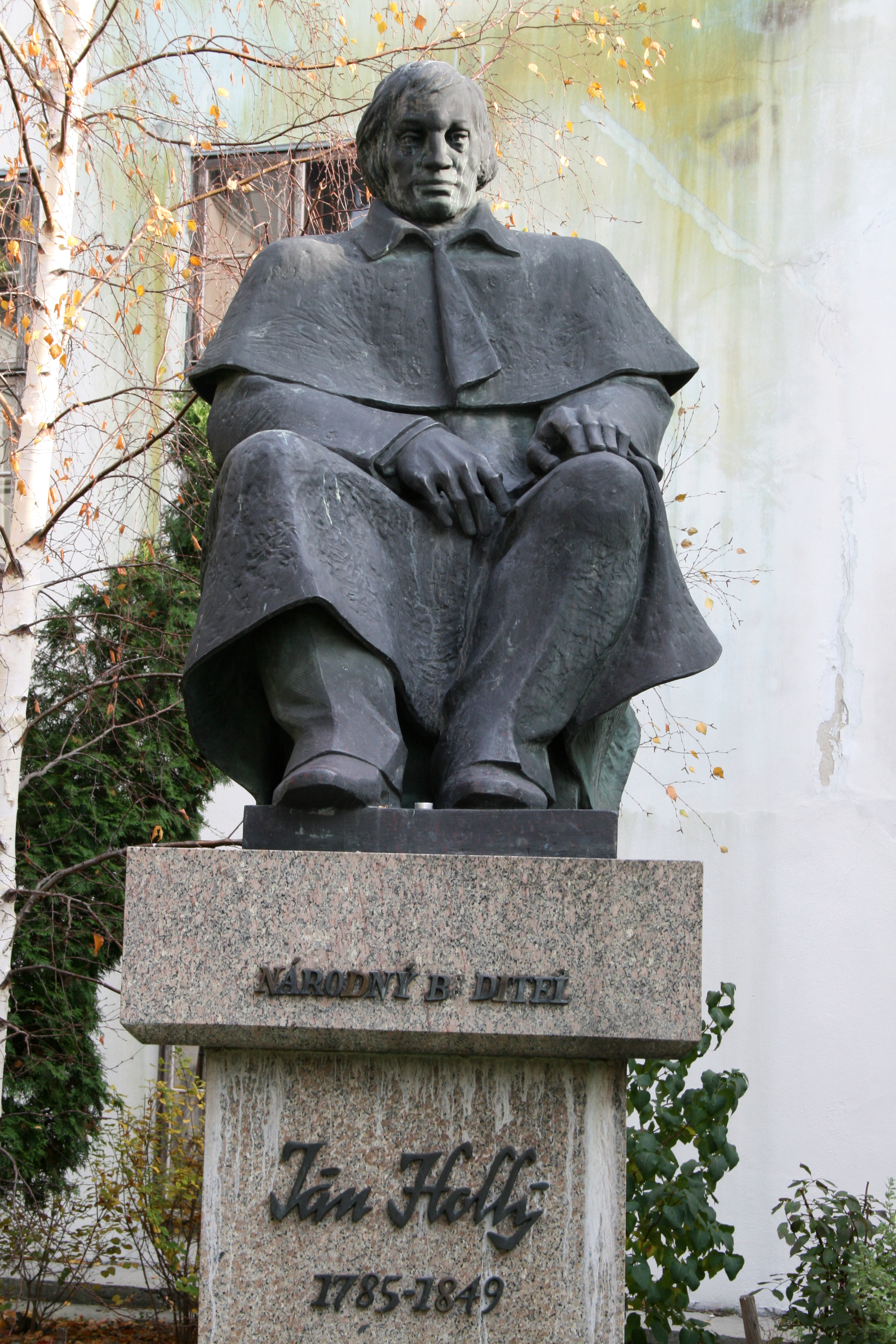
Пам'ятник поету

Перекладав на словацьку мову поетів античності. Серед найважливіших перекладів — «Енеїда» Вергілія. Його власна поезія пов'язана з традиціями класицизму.
Голий писав в той час, коли романтизм панував у всій Європі; тим не менш, він залишився абсолютно чужим цьому напрямку, і всі його твори, написані неримованим шести- або п'ятистопним віршем, нагадують античні зразки. Цьому сприяла, з одного боку, семінарська освіта, з іншого — приклад сучасних чеських і угорських письменників, шанувальників класицизму. До того ж він майже все життя провів у селі, далеко від нових літературних віянь. Лише одна з нових ідей придбала в ньому самого ревного прихильника — ідея загальнослов'янської патріотизму.
Автор епічних творів на сюжети з давньослов'янської історії — «Святоплук» (1833), «Кирило-Мефодіада» (1835), «Слав» (1839). Серед ліричних творів виділяються цикл ідилічних віршів «Селанкі» (1835-1836), у якому він прославляє словацьку природу і сільське життя, ода «Словакам», пройнята ідеєю співдружності слов'янських народів.
Ян Голий помер 14 квітня 1849 року в селищі Добра-Вода.

## Пам'ять
Пам'ятник Яну Голому встановлений в Братиславі біля вівтарної апсиди Собору святого Мартіна.